# ミレイユ (オペラ)

初演時のポスター

『ミレイユ』（フランス語: Mireille）は、フランスの作曲家シャルル・グノーが作曲した全5幕のオペラである。1864年 3月19日にパリのリリック座にて初演された。グノーのオペラとしては歴史的には『ファウスト』に次いで、2番目に成功したオペラである。また、『ロメオとジュリエット』に次ぐ3番目に人気のある作品とされるも、上演は多くない。

## 概要

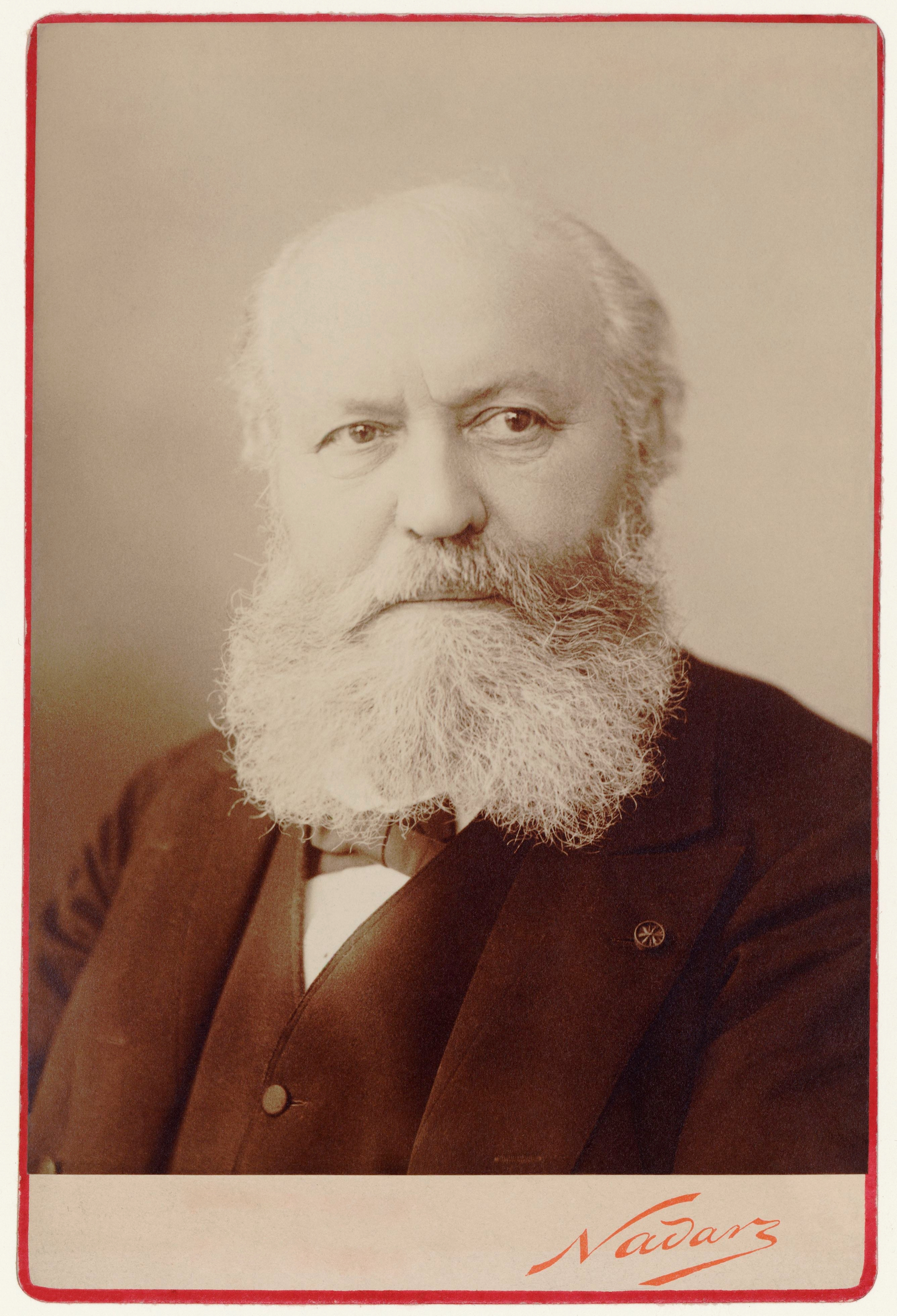
ナダルによるグノー(1890年)

『ミレイユ』は美しい南仏の風景を背景にした悲恋である。本作は発表当時、農村社会における階級の違いを描いて注目された。1864年の初演は41回の続演という中規模の成功を得た。グノーは作曲にあたって、地方色を出すために作曲にあたってプロヴァンスのマイヤーヌに移り住み、多くの時間を過ごし（1863年3月12日から5月末）、原作とオペラの実際の舞台となった場所を訪れ、 サン＝レミ＝ド＝プロヴァンスにも滞在するなど周到な準備を進めた。当時、田舎の環境で階級の違いを示すことは一般的ではなく、初期の批評家の中には、ただの田舎娘が「歩きましょう」（En marche）といった英雄的な部分でアリアを歌うことに違和感を感じる者もいた。

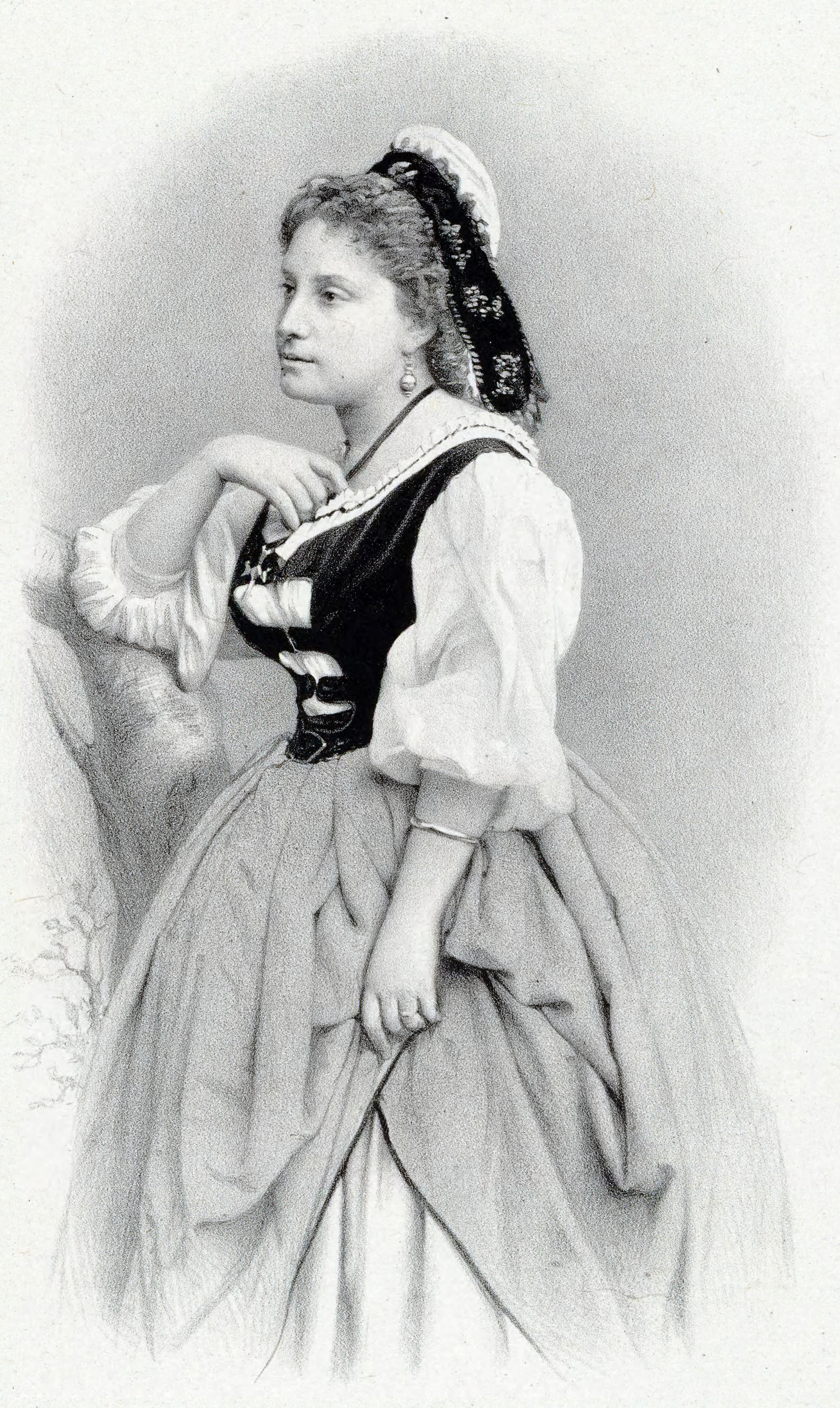
ミレイユを演じるカロリーヌ・ミオラン=カルヴァロ（1864年）

『ラルース世界音楽事典』では「『ミレイユ』の音楽は魅惑的で、真摯で率直である。声楽書法は素直な抒情性と旋律性に満ちているにもかかわらず、善玉（ミレイユ、ヴァンサン）と悪玉（ウリアス）の区別の明確な人物像を浮き彫りにするには至っていない。しかし、いくつかの場面は注目に値する。1幕の簡素で感動的なアリア「もしも、たまたまどこかの」（Et moi, si, par hasard, quelque jeune garçon）、2重唱〈同い年のヴァンスネット〉（Vincenette â votre âge）、有名な〈マガリの歌〉、タヴァンの歌（Voici la saison）、ミレイユのアリア「ヴァンサンを裏切って」（Trahir Vincent）と「幸せなかわいい羊飼い」（Heureux petit berger）が歌われるクロー砂漠の場面、最後にヴァンサンのカヴァティーナなどをその例として挙げられる」と述べている。本作の特徴としてはビゼーの劇音楽『アルルの女』（1872年）を想起させるようなファランドールやミュゼットといった地方色豊かな音楽形式が用いられ、合唱も牧歌的な農村の雰囲気を出すのに効果的に使われている。
『オペラ史』の著者グラウトは、現在のグノーの音楽に対する評価がどうであろうと、普仏戦争前の10年間に、まじめな劇音楽の分野でフランス音楽らしい特徴が立派に維持されたのは、ほとんどグノーひとりの力であったことを認めないわけにはゆかないと評している。さらに、「グノーのスタイルは実は非常に論理的で、端正で、真にフランス的である。ただ、ある程度イタリア的な色合いがまじり、時には厳粛な響きがするが、これは彼が劇場音楽と共に教会音楽の作者であったことを思い起させる」。また、「彼は折衷的で多方面な、しかも個性的な才人、人の心をとらえる旋律の名人で、ある程度の表現の深さを持ち、和声と色彩効果に対する優れた耳とテキストの性質対する稀に見る鋭い感覚を備えていた」と解説している。

### 初演後の展開
初演後のフランス国外での展開は英国初演が1864年 7月5日にロンドンのハー・マジェスティーズ劇場にてアルディーティの指揮、ティティエンズ、トレベッリ、ジュッリーニ、サントリー、ジュンタほかの配役で行われた。米国初演は1864年11月17日にフィラデルフィアのアカデミー・オブ・ミュージック（2幕のみ）にて行われた。全曲での初演は1880年 9月13日にシカゴにて行われたた。日本初演は2014年 2月8日に新国立劇場中劇場にて飯坂純の指揮、池田理代子の演出、主な配役は鈴木慶江（ミレイユ）、高野二郎（ヴァンサン）、菅有実子（タヴァン）、村田孝高（ウリアス）、東原貞彦（ラモン）ほかの配役で、東京オペラ・フィルハーモニック管弦楽団と東京オペラ・プロデュース合唱団による演奏で行われた。近年の特筆すべきものとしては2009年9月に指揮者のマルク・ミンコフスキがパリ・オペラ座で上演し話題を集めた。この上演では演出のニコラ・ジョエルにより南仏の美しさが写実的に表現された。この上演は録画され、販売されている。

## リブレット

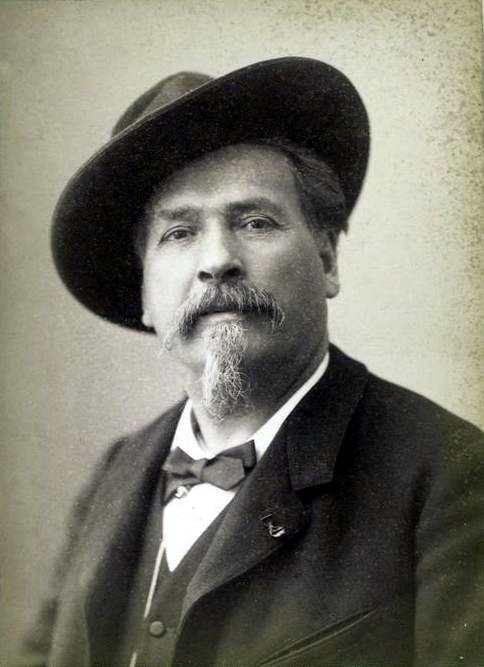
フレデリック・ミストラル

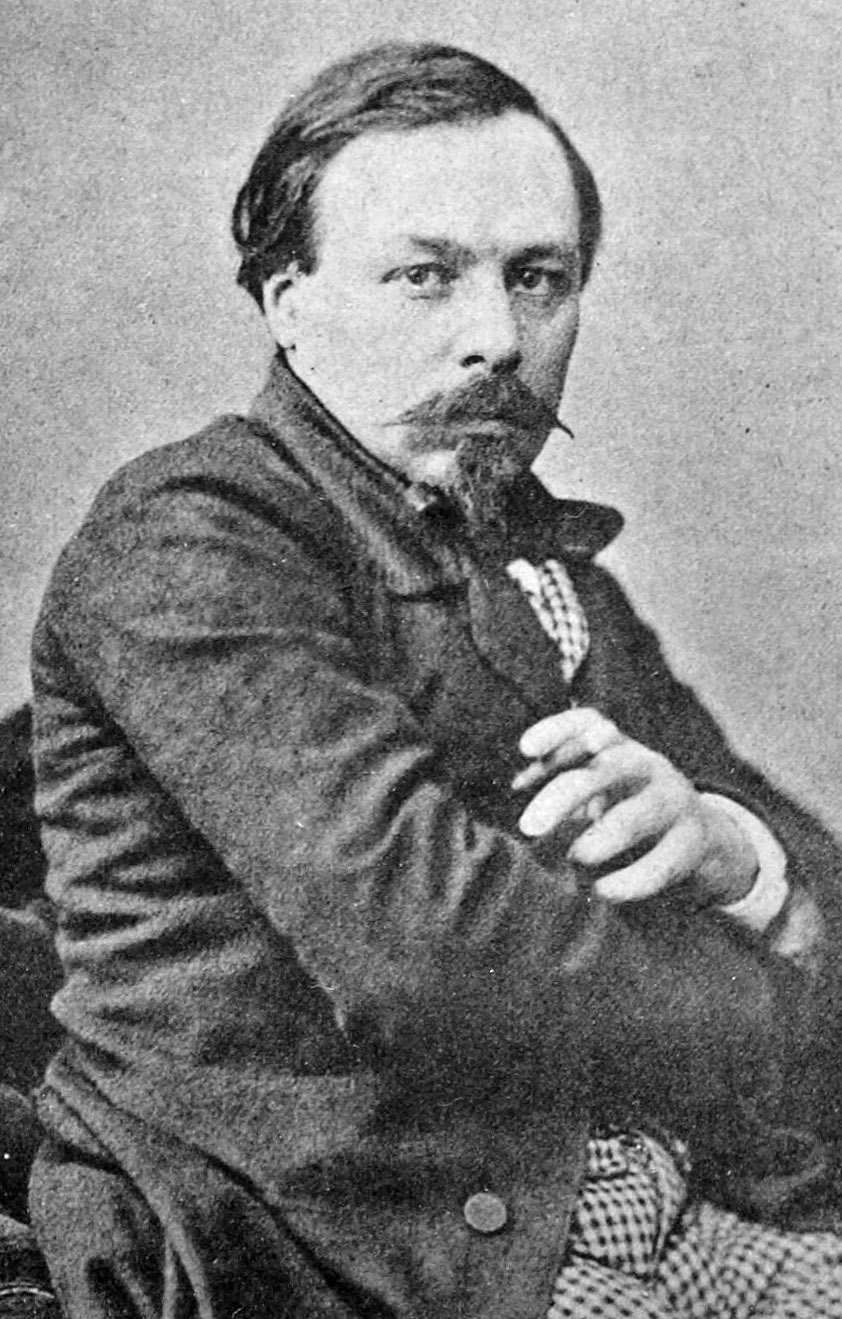
ミシェル・カレ

ミシェル・カレのリブレットによる5幕のオペラで、ノーベル文学賞を受賞したプロヴァンスの詩人フレデリック・ミストラルのプロヴァンス語による長編の劇詩『ミレイオ』（Mirèio、1859年）を原作としている。この物語はフランスの農村社会での10代の恋人の悲恋だが、裕福さや家柄、世間体といった打算的な要素を一考だにしないミレイユの純真無垢な愛情が感動的に描かれている。「ミシェル・カレはオリーブ栽培と絹織物に関する細部を削除したが、それ以外の点はミストラルの物語の本質を忠実に再現した」。勿論、事件の順番の変更や短縮、省略は多数存在する。例えば、ラモンとアンブロワーズによる父親同士の喧嘩は原作では３幕の出来事のあとに置かれているが、オペラでは2幕に置かれており、これが両家の対立構造を明確に提示することになり、筋書きの構成が分かり易くなっている。原作ではミレイユは村で一番と評判の美しい娘である点がオペラ以上に強調されている。また、求婚者もウリアス一人ではなく、3名いたがより経済的に条件の良い2名はミレイユの愛情が得られないと分かると潔く身を引いており、ミレイユのヴァンサンへの愛情がいかに頑なであったかが明示されている。最後の場面は原作では、ヴァンサンがミレイユの亡骸を抱えつつ、周囲の人たちに自分をミレイユの亡骸と一緒に砂地に穴をほって埋めて欲しいと懇願して終わっている。

## 改訂
本作の改訂は以下のように複雑な経緯をたどった。1864年 7月のロンドン公演のために台詞をレシタティフ に変更し筋書きをハッピーエンドに差し替えたが、失敗に終わった。1864年 12月のリリック座の新公演のために、興行主レオン・カルヴァロの要請で3幕物に書き換えられ、ミオラン=カルヴァロのためにワルツ〈ツバメの歌〉（O légère hirondelle）が加えられた。それでもレパートリーには定着しなかった。1874年にはパリのオペラ＝コミック座での公演のために、様々な変更が加えられたが、不首尾に終わった。ようやく1889年のオペラ＝コミック座での新公演で、好評をもって迎えられたが、この時は1864年12月の際の3幕物とよく似た版であった。その後の75年に亘り、本作はオペラ＝コミック座の中心的レパートリーであり続けたが、この間、いずれの公演も初演のスコアを復元することを目標としていた。1901年にはオペラ・コミック座で再度、当初の悲劇的結末の5幕に戻し、レシタティフではなく台詞による版で成功した。さらに、1939年にレイナルド・アーンとアンリ・ビュッセルによるグノーの当初の意図を復元しようとする版が上演され、以後はこの版による上演が主流となった。しかし、残念なことに、このスコアは初期のいくつかの稿の誤読に基づくもので、現在では、新たに発見された手稿によってより正確な復元が可能となっている。なお、グノーによる初稿は1887年のオペラ＝コミック座の火災によって焼失していた。

## 登場人物
| 人物名         | 声域         | 役                              | 初演時のキャスト 1864年 3月19日 指揮：アドルフ・デロッフル |
| -------------- | ------------ | ------------------------------- | ---------------------------------------------------------- |
| ミレイユ       | ソプラノ     | 農場主の一人娘                  | マリー・カロリーヌ・ミオラン=カルヴァロ （英語版）         |
| ヴァンサン     | テノール     | ミレイユの恋人 貧しい籠編み職人 | フランソワ・モリーニ                                       |
| ウリアス       | バリトン     | ミレイユへの求婚者 雄牛の調教師 | ジャン=ヴィタル・ジャム（英語版）                          |
| タヴァン       | メゾソプラノ | 魔法使い と思われている老女     | カロリーヌ・ルフェーヴル                                   |
| ラモン         | バス         | ミレイユの父 裕福な農場主       | ジュール・プチ                                             |
| アンブロワーズ | バス         | ヴァンサンの父 小作農           | エミール・ヴァルテル                                       |
| ヴァンスネット | ソプラノ     | ヴァンサンの妹                  | メラニー=シャルロット・ルブー                              |
| クレマンス     | ソプラノ     | ミレイユの友人                  | アルブレシュト夫人                                         |
| アンドレルン   | コントラルト | 羊飼いの少年                    | カロリーヌ・ルフェーヴル                                   |
| 渡し船の船頭   | バリトン     | －                              | ペイロン                                                   |

合唱: マルベリー摘みの娘たち、町の人たち、ローヌ川の精霊たち、農場労働者たち、サント=マリー教会に来る巡礼者たち

## 演奏時間
約2時間18分（序曲6分、第1幕20分、第2幕40分、第3幕25分、第4幕22分、第5幕25分）

## あらすじ
時と場所：19世紀、フランスのプロヴァンス地方

### 第1幕
桑畑

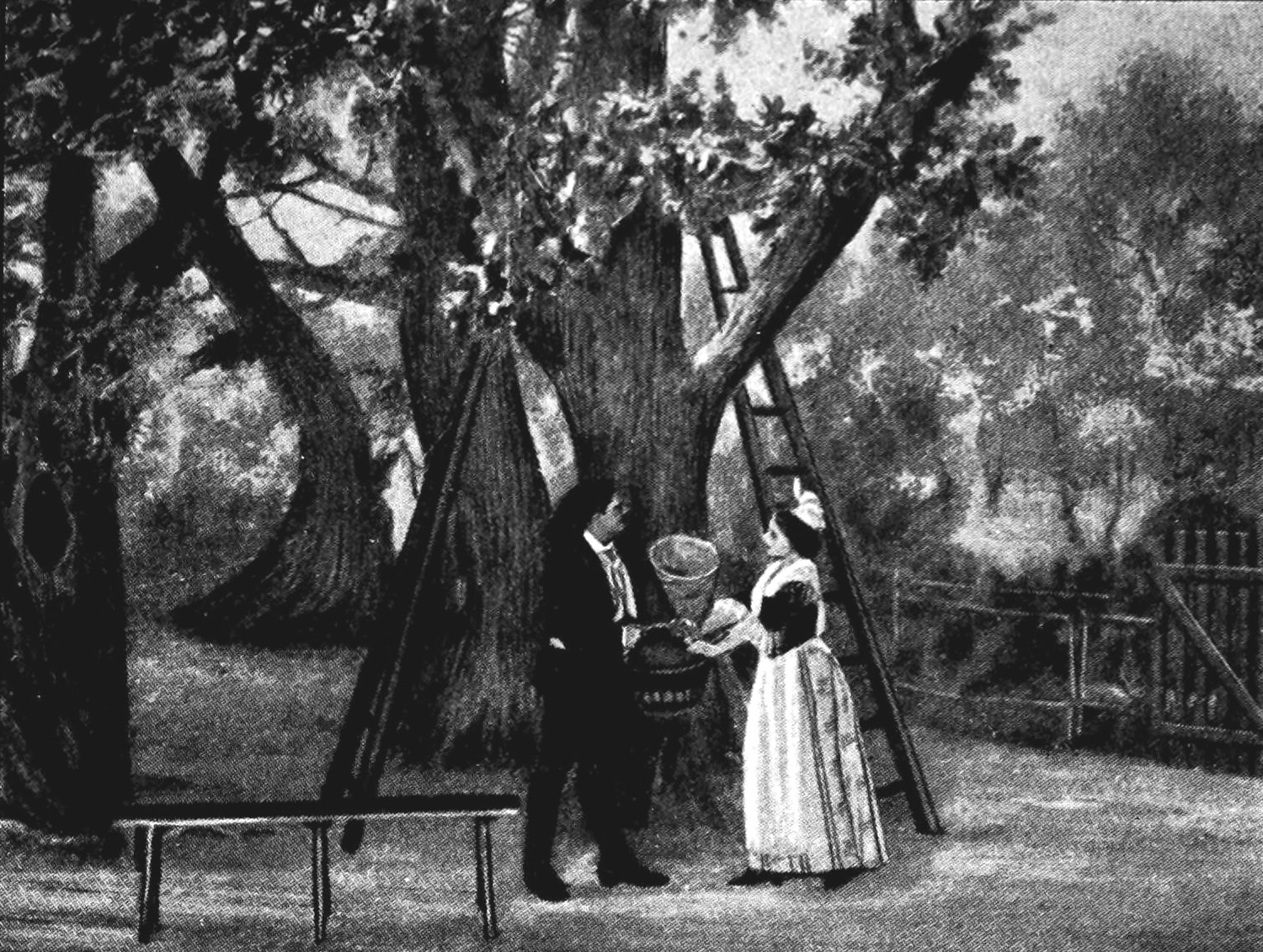
1幕のイラスト

歌声も朗らかに、明るく若々しい雰囲気の中で村娘たちが桑摘みの仕事に勤しんでいる。桑畑は溢れんばかり幸福感のなか、魔法使いと思われているタヴァンが現れ、陰鬱な調子で「この娘たちの中には悲しい恋を経験するだろうよ」と言うが、若い娘たちは取り合おうともしない。そして、純真無垢な村娘の一人クレマンスが「もし　どこかの若くてハンサムな王子様が手を差し出してくれたなら」（Moi, si par aventure, quelque prince）と他愛もない歌を歌う。農場主の一人である娘ミレイユは「自分を誠実に愛してくれる男の人が現れたら」（Et moi, si, par hasard, quelque jeune garçon）と歌う。このメロディーは快活なクレマンスのものとは対照的で滑らかな動きに支配され、自然に流れる。他の村娘たちはミレイユが貧しい籠職人の倅ヴァンサンに恋しているのを知っており、貧乏人なんかと恋をするなんてと笑いからかって、立ち去って行く。ミレイユはそんなことは気にかけずアリア〈ツバメの歌〉「軽やかな燕よ」（O légère hirondelle）を歌い、幸福感を表現する（このワルツは後から追加されたものであるため、カットされることもある）。タヴァンがミレイユに裕福な人間と貧乏人の恋は不釣合いだと警告する。一人残ったミレイユの傍らをヴァンサンが通りかかる。ミレイユは桑畑に急ごうとするヴァンサンを他愛のない話に引き込む。ヴァンサンが妹のヴァンスネットはミレイユと同い年だが、ミレイユは誰よりもきれいだよと言う。2人は抱き合いもしも不幸が私たちのどちらかを襲ったなら、もう一方が神の加護を求め、サント＝マリー＝ド＝ラ＝メールの教会に巡礼に行くことを約束して別れるのだった。

### 第2幕
アルルの円形闘牛場の入口

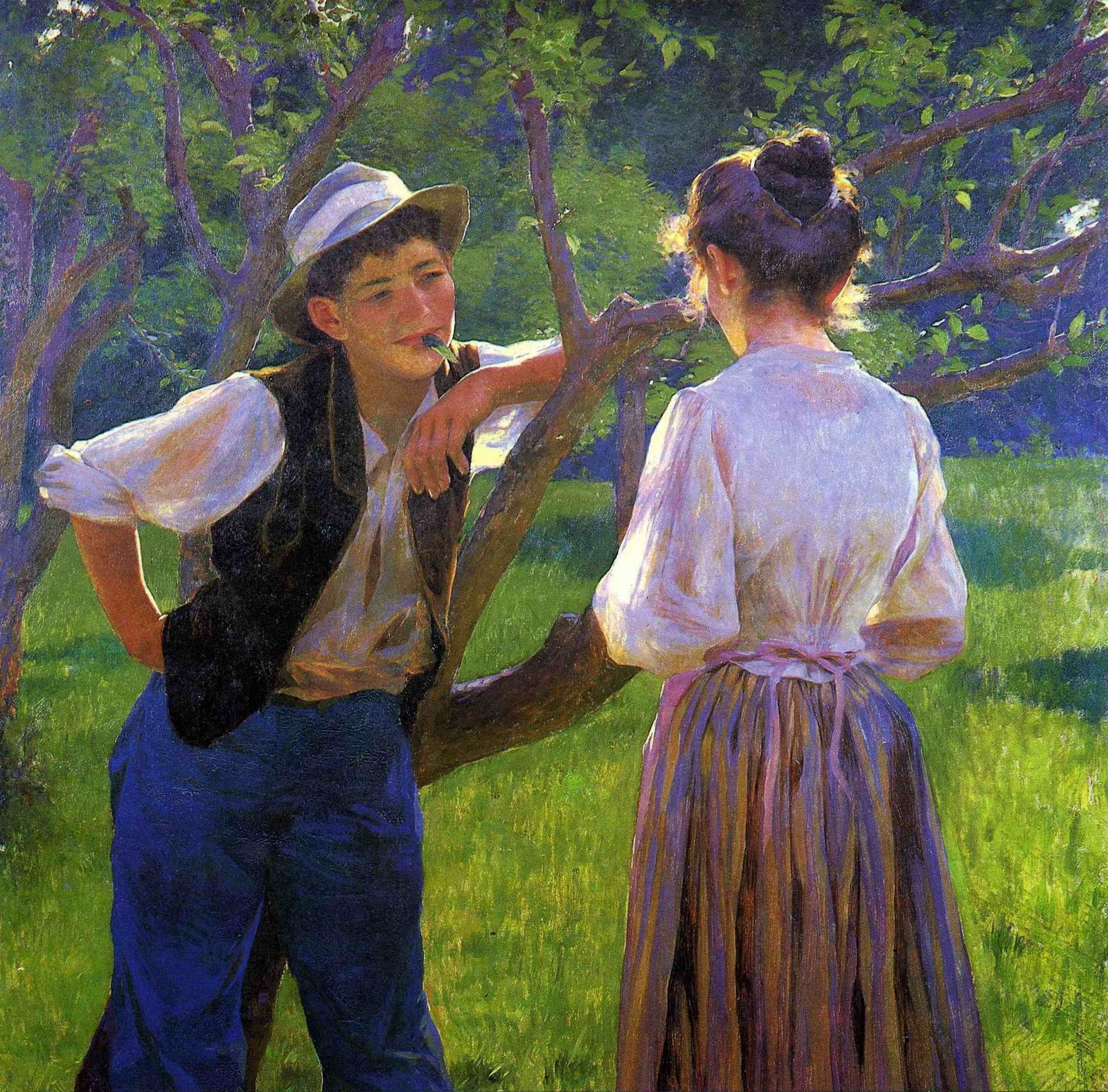
ヴィクトル・レイドによるミレイユとヴァンサン

アルルの闘牛場に集まった村人たちがプロヴァンス特有のファランドールの調べに乗って人々が歌い踊っている。そこへミレイユが友人たちとやって来る。さらに、ヴァンサンも現れるが、2人は恥ずかしがってあまり近寄らない。そして、周りの皆は2人に恋の歌を歌えとはやしたてる。それに応えて2人は〈マガリの歌〉「そよ風は優しくて芳しい」（La brise est douce et parfumée）を歌う。満足した村人たちは再びファランドールの踊りに戻り、円形闘牛場の中に入っていく。皆が去ったあとにひとり残ったミレイユところにタヴァンが近寄ってくる。タヴァンは間もなく求婚する者が現れるだろうと伝えシャンソン「今や恋の季節」（Voici la saison）を歌う。これに応えて、ミレイユは「ヴァンサンを裏切るなんて」（Trahir Vincent）とアリアを歌い、心情を吐露する。タヴァンの予告通りウリアスが現れ、ミレイユに愛の告白をする。ウリアスはミレイユの父ラモンにもこの結婚の承諾は得ているのだと説得を試みる。しかし、ミレイユは全く取り合わず、急いで立ち去ってしまう。ウリアスは競技場から出てきたミレイユの父ラモンにミレイユが自分にこんなにつれないのだと恨み言をぶつける。いとも簡単に袖にされてしまったウリアスの傍らに、籠作りの親方アンブローズが息子ヴァンサンと娘ヴァンスネットを連れてやってくる。

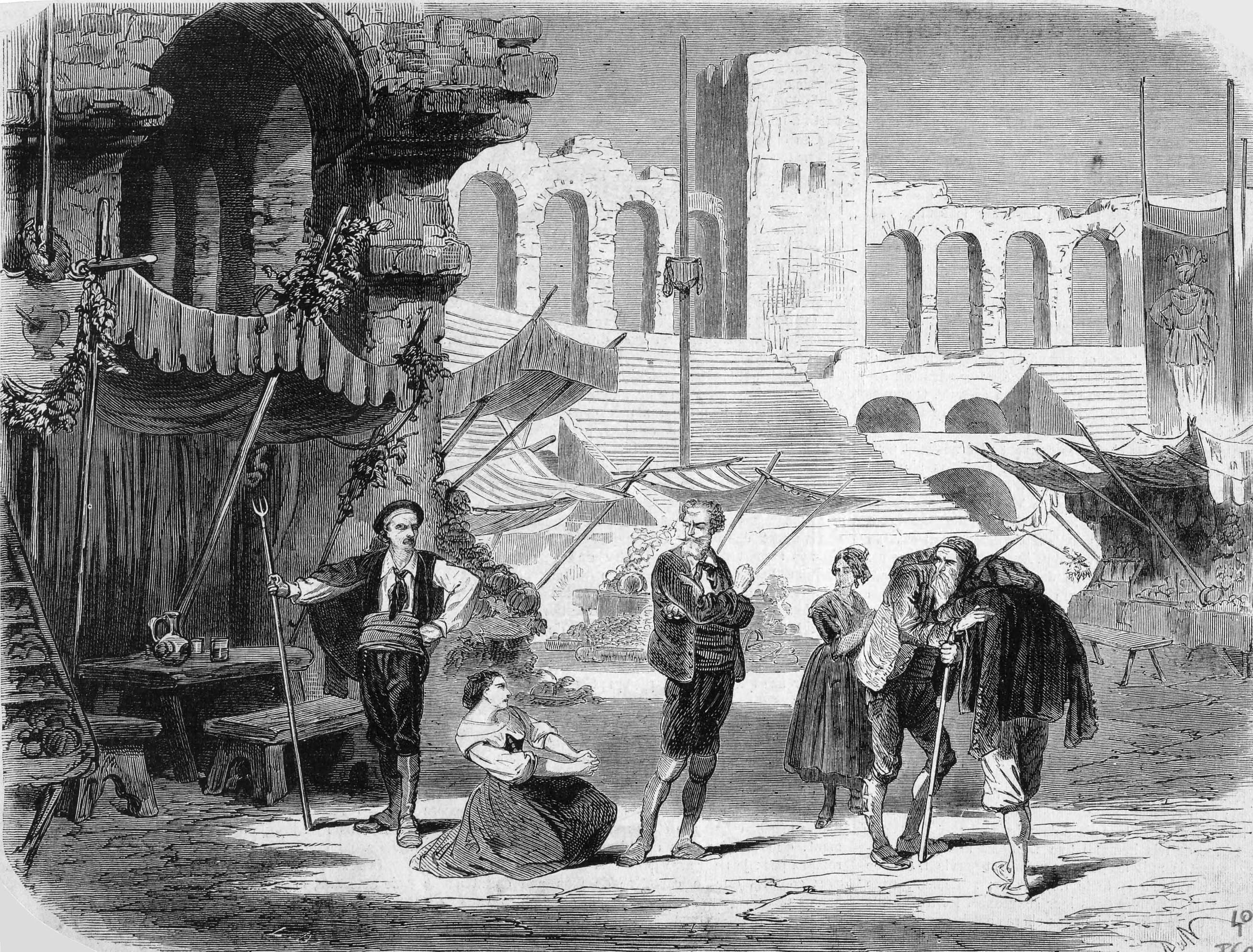
1864年時、2幕のラストの場面

アンブローズはミレイユの父親ラモンを訪ねて来たのだった。事の詳細を把握していないアンブローズは実はそれがラモンの娘だとも知らず、息子が誰か裕福な家庭の娘に恋をして悩んでいるようだと懸念を吐露する。雄弁調の誇張されたメロディーに合わせてラモンはアンブロワーズにフィナーレ〈父は父として語り〉（Un père parle en père）を歌い、父親と言うものは家族に鉄拳を振るい、誰にも口出しさせない存在でなければならぬと説く。ミレイユはたまたまその話を耳にして現れ、正にその娘が自分であり、自分は心底ヴァンサンを愛していると告白する。父ラモンは屈辱感から逆上し、ミレイユにヴァンサンとの付き合いを断つと誓うよう強要する。さらに、アンブローズには金が目当てでお前の息子が娘をそそのかしたのだろうと罵詈雑言を浴びせる。アンブローズはラモンのあまりの無礼な態度に失望し、息子を連れて立ち去ろうとする。ミレイユは泣きながら「ああ！足元に私は跪きます」（Hélas! à vos pieds me voilà!）を切々と歌う。ラモンは聞く耳を持たず、ヴァンサンとアンブローズに〈ストレッタ〉「そうだ　お前らなど地獄に落ちるがいい」（Oui, que l'enfer de vous s'empare!）を歌い、これからは娘に会わせないと誓う。ヴァンサンとミレイユはユニゾンで私たちを引き離そうとしても無駄と歌い、アンブローズもラモンに非難の言葉を返す。村人たちもラモンの態度を非難する。この場に居合わせたウリアスも恋敵ヴァンサンへの憎悪が掻き立てられるのだった。

### 第3幕

#### 第1場
タヴァンの洞窟の近くの地獄谷
ウリアスは仲間と共に地獄谷のタヴァンを訪れ、ミレイユの愛を得るため媚薬を買いに来る。友人たちはミレイユのほかにも良い娘はたくさんいるのにと言って、夜の訪れとともに怯えて去っていく。嫉妬に狂ったウリアスは一人でヴァンサンを待ち伏せすることにする。やがて、ヴァンサンがそこを通り掛かると、ウリアスはお前みたいな貧乏人がミレイユの心を掴んだのは、あの女から媚薬でも買ったのだろうと侮辱する。激昂する二人は争いとなるが、卑怯にも凶器を使ったウリアスに無防備なヴァンサンは簡単に打ち倒されてしまう。ヴァンサンは瀕死の重傷を負って倒れる。ウリアスは我に返り、逃げ出す。タヴァンは地獄谷に住んでいたのでヴァンサンをすぐに発見し、手当を施したため、ヴァンサンは一命を取りとめる。タヴァンはウリアスを呪うのだった。

#### 第2場
ローヌ河畔

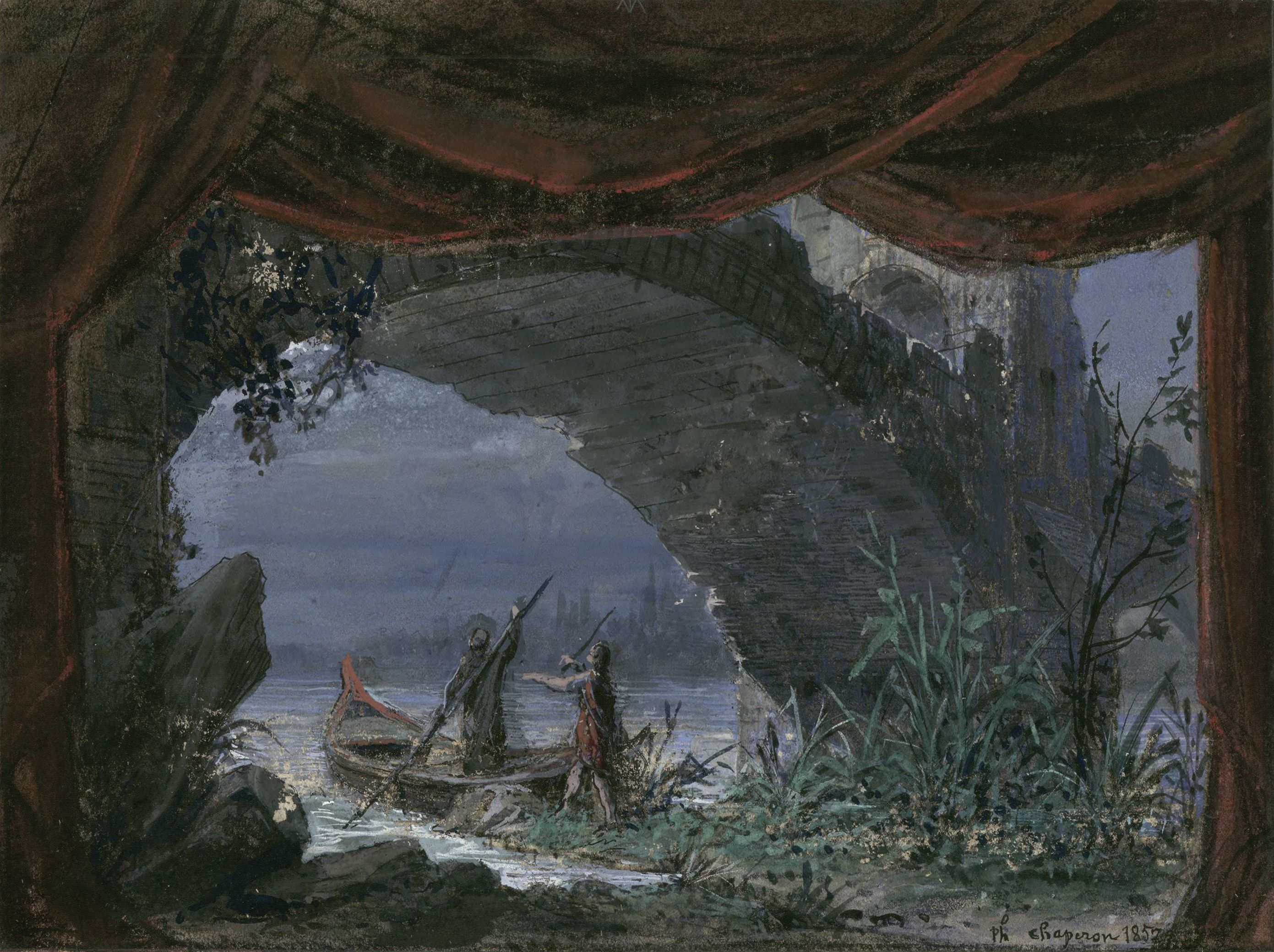
フィリップ・シャペロンによる3幕2場のイラスト

ヴァンサンを殺してしまったと思い逃げるウリアスはローヌ河畔にたどり着き、船の渡し守を待つ。ウリアスは良心の呵責に苛まれている。ウリアスは「ああ！俺は何てことしてしまったのだ？」（Ah! qu'ai-je fait?）と嘆く。彼は船頭に対岸に運んでほしいと頼む。突然、オーケストラから半音階の不気味な音楽が流れ、川底から白い亡霊が現れる。遠くから真夜中を伝える鐘の音が聞こえて来る。音楽は亡霊が水面を渡るイメージを引き起こさせる。船が岸を離れると川が波立ち始める。ウリアスには渡し守がヴァンサンに見えてくる。川の半ばで舟は沈んでしまい、ウリアスは溺れて死んでしまう。

### 第4幕

#### 第1場
かがり火に照らされたラモンの農場の中庭、聖ヨハネの前夜祭

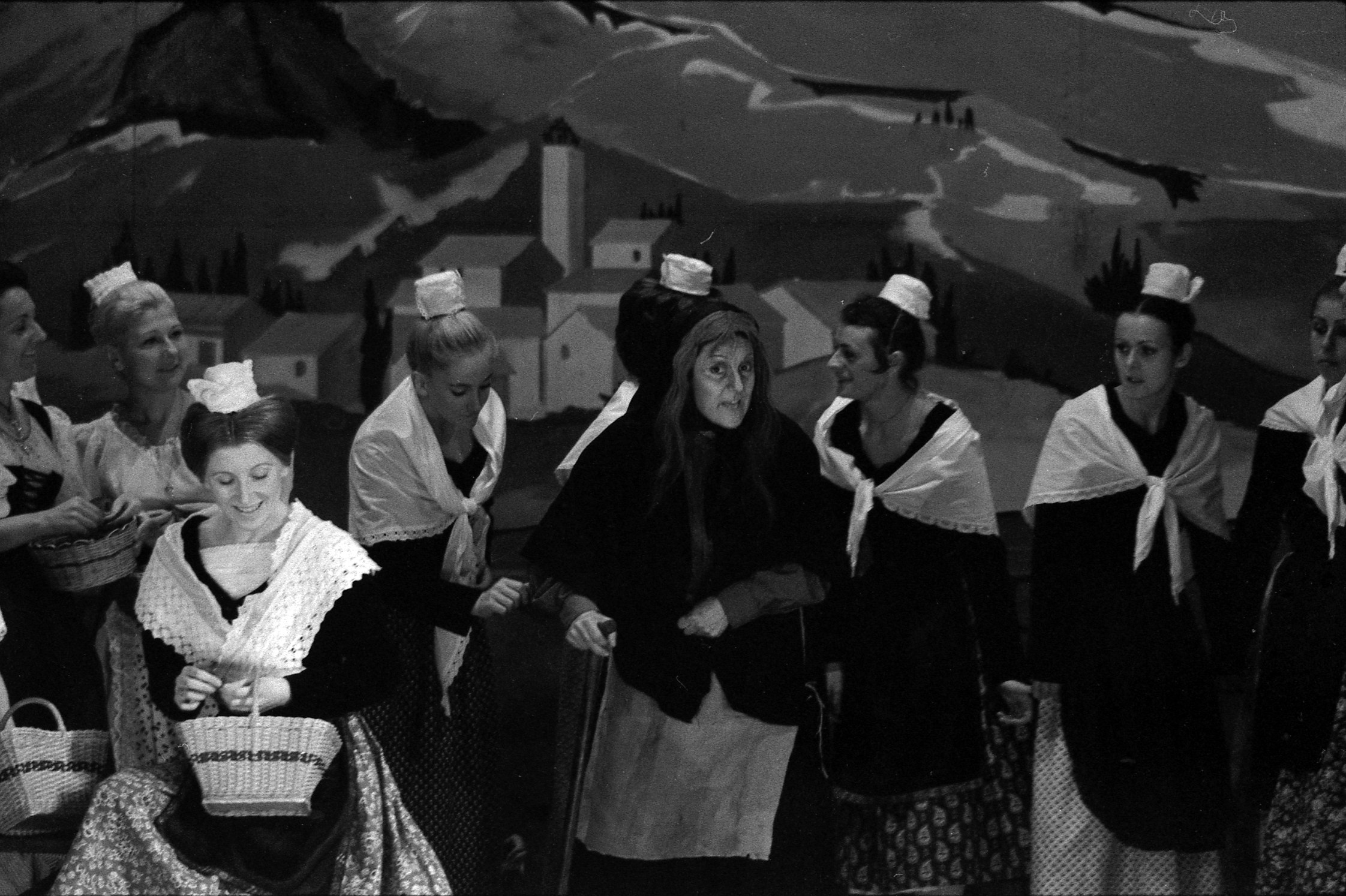
1971年のトゥールーズ での上演

農場主ラモンの屋敷では深夜まで農夫たちが収穫の祭（聖ジャン祭）を祝っているが、ヴァンサンとの愛を禁じられたミレイユは失意のどん底にある。宴たけなわの農夫たちから離れてミレイユは部屋に引き籠り、夢見心地でひとり〈マガリの歌〉を思い出す。夜が更けると農夫たちも帰って行く。一人屋敷の庭に残された父ラモンは思い通りいかない人生を嘆く。夜が明けようとする頃、彼方から気楽な生活を歌う羊飼いの少年アンドレルンが横笛を吹きながら〈シャンソン〉「日が昇って」（Le jour se lève）を歌う声が聞こえて来る。目覚めていてそれを聞き、〈アリエット〉「幸せな小さな羊飼い」（Heureux petit berger）を歌って、その幸せな暮らしを羨やむ。そこへヴァンサンの妹ヴァンスネットがやってきて〈二重唱〉「もっと話して」（Ah! parle encore!）となり、兄ヴァンサンが卑怯なウリアスの凶器で負傷させられ、タヴァンのもとで傷を癒していることを伝える。ミレイユとヴァンスネットはヴァンサンの健康の回復を祈る。3連符を使った勇壮な和音の伴奏に合わせミレイユは、自分にできるのはマリア様にお祈りすることだとサント＝マリー＝ド＝ラ＝メールの教会への巡礼に出向いて行く決死を固める。ミレイユは、ささやかな捧げ物として自分の宝飾品を集めて教会に喜捨することにして、無謀にも十分な準備もせずに家を出て行く。

#### 第2場
クロー平野の砂漠地帯

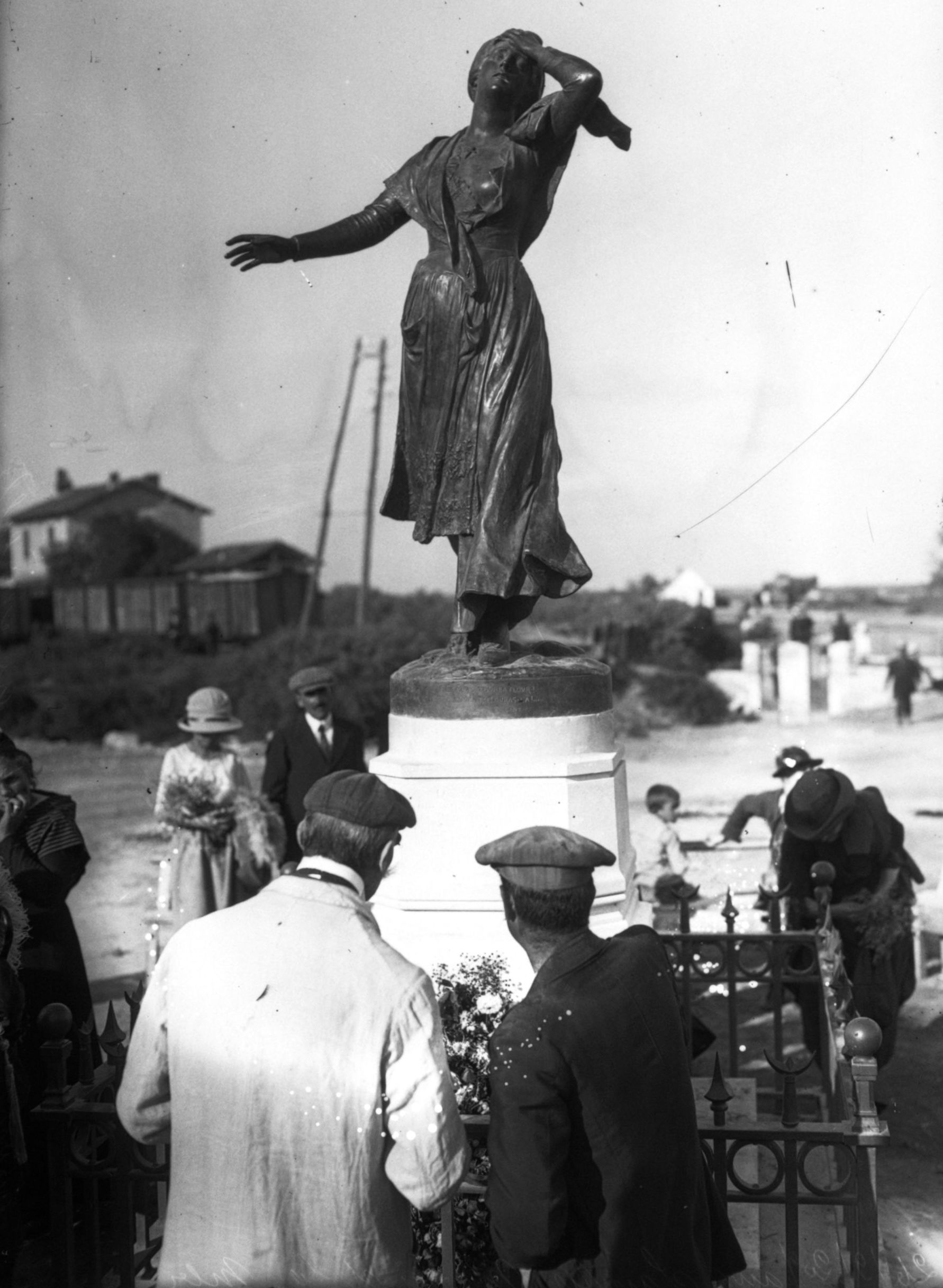
ミレイユの像

ミレイユはクロー平野の砂漠地帯をさまよい〈アリア〉「歩きましょう」（En marche）を勇ましく歌う。オーケストラがオペラの最後で聞かれることになる「聖なる陶酔、崇高なる恍惚」の音楽をこの場面で一旦誇張して提示する。格別の備えを持たずに飛び出してきたミレイユは夏の暑さと強烈な日差しで疲労困憊してしまう。遠くの空に蜃気楼が見え、湖畔に壮大な街が目に映る。やがて蜃気楼が消えると、ミレイユは道に迷って気絶してしまう。羊飼いのミュゼットが遠くから聞こえてくると、ミレイユはなんとか意識を取り戻し、再び「歩きましょう」を歌いつつ、歩き始めるのだった。

### 第5幕
サント＝マリー＝ド＝ラ＝メールの教会の外
信者たちが舞台を横切り、神の加護を祈りつつ、讃美歌を歌いながら教会の内部に入って行く。幸いにも傷の浅かったヴァンサンが姿を現し、ミレイユを必死に探し、彼女の無事を祈るカヴァティーナ「天国の天使達よ」（Anges du paradis）を歌う。覚束ない足取りでミレイユが息も絶え絶えに現れて、2人は感動的な再会を果たす。オルガンの響きが聞こえて来ると意識が混濁したミレイユはヴァンサンとの結婚式の幻影「聖なる陶酔、崇高なる恍惚」（Sainte ivresse! divine extase!）を見て、しばし喜びに浸る。すぐに体力が無くなったミレイユはヴァンサンの腕の中で気絶する。後悔した父ラモンはミレイユに許しを求め、二人の結婚を認めようとして近づいてくるが、彼女に生きる力は残っていない。最後は宗教音楽を得意とするグノーらしい荘厳な場面となっており、天上からの「われらに続いて、神の元に行きましょう」という女声の歌に導かれ、壮麗なコーラスと共に永遠の祝福を受けて天国に昇るのだった。

## 主な録音・録画
| 年   | 配役 ミレイユ ヴァンサン タヴァン ウリアス ラモン                                                                      | 指揮者 管弦楽団および合唱団                                                                                        | レーベル                               |
| ---- | --- | --- | -------------------------------------- |
| 1955 | ジャネット・ヴィヴァルダ ニコライ・ゲッダ クリスティアーヌ・ゲロー ミシェル・ダン アンドレ・ヴェシエール               | アンドレ・クリュイタンス パリ音楽院管弦楽団 エクサン・プロヴァンス音楽祭合唱団                                     | CD: EMI ASIN: B000024ZZX               |
| 1959 | アンドレ・エスポジート アラン・ヴァンゾ シュザンヌ・ダルバン ガブリエル・バキエ ジュリアン・ジョヴァネッティ           | ジュール・グレシエ フランス国立放送リリック管弦楽団 フランス放送合唱団                                             | CD: GALA ASIN: B0000C848H              |
| 1962 | ルネ・ドリア ミシェル・セネシャル ソランジュ・ミシェル ロベール・マサール アドリアン・ルグロ                           | ジェジュ・エチェヴェリ パリ交響楽団 パリ交響合唱団                                                                 | CD: Musidisc ASIN: B00005UEB0          |
| 1979 | ミレッラ・フレーニ アラン・ヴァンゾ ジャーヌ・ロード ジョセ・ヴァン・ダム ガブリエル・バキエ                           | ミシェル・プラッソン トゥールーズ・カピトール国立管弦楽団 トゥールーズ・カピトール劇場合唱団                       | CD: EMI ASIN: B002GOWYJS               |
| 1981 | ヴァレリー・マスターソン ルイス・リマ ジャーヌ・ベルビエ ジャン＝フィリップ・ラフォン ジュール・バスタン               | シルヴァン・カンブルラン スイス・ロマンド管弦楽団 スイス・ロマンド合唱団                                           | CD: Ponto [Mitridate] ASIN: B0002Y4SLG |
| 1993 | ダニエル・ボルスト クリスティアン・パピ ベルナルデット・アントワーヌ マルセル・ヴァノー ジャン＝フィリップ・クルティス | シリル・ディードリシュ ランコントル・ミュジカル管弦楽団 ローザンヌ歌劇場合唱団                                     | CD: Cascavelle ASIN: B000GIWU6I        |
| 2009 | インヴァ・ムラ チャールズ・カストロノヴォ シルヴィ・ブリュネ フランク・フェラーリ アラン・ヴェルヌ                     | マルク・ミンコフスキ パリ・オペラ座管弦楽団 パリ・オペラ座合唱団 演出：ニコラ・ジョエル パリ、ガルニエ宮（ライヴ） | DVD: NAXOS ASIN:B094LGBT23             |